# Schwerpunktsystem
Das Schwerpunktsystem (englisch: Center-of-mass system, CMS) ist ein Bezugssystem, in dem der Schwerpunkt des betrachteten physikalischen Systems im Koordinatenursprung ruht. Im Schwerpunktsystem sind viele dynamische Vorgänge besonders einfach zu beschreiben (s. u.).
Aus der Definition des Schwerpunktsystems folgt direkt, dass in ihm der Gesamtimpuls der beteiligten Massen {\displaystyle m_{i}} (die Summe aller Impulsvektoren {\displaystyle {\vec {p}}_{i}}) zu jeder Zeit, vor wie nach einem Stoß- oder Reaktionsvorgang, gleich Null ist:
{\displaystyle \sum _{i}{\vec {p}}_{i}={\vec {0}}}
Die Koordinaten {\displaystyle {\vec {r}}_{s}{}} des Schwerpunkts S im Laborsystem  sind
{\displaystyle {\vec {r}}_{s}={\frac {\sum _{i}m_{i}{\vec {r}}_{i}}{\sum _{i}m_{i}}}.}
Die Transformation von einem System in das andere ist im klassischen Fall eine Galilei-Transformation, im relativistischen Fall eine Lorentztransformation.
In der Astronomie wird das Schwerpunktsystem eines Mehrkörper-Problems baryzentrisches System genannt.

## Beispiel für die Anwendung
Die Geschwindigkeiten zweier Körper nach einem klassischen elastischen Stoß werden im Laborsystem durch Lösung eines Gleichungssystems aus Energieerhaltungssatz
{\displaystyle {\begin{aligned}\sum E_{\mathrm {kin} }&=\sum E'_{\mathrm {kin} }\\{\frac {m_{1}}{2}}v_{1}^{2}+{\frac {m_{2}}{2}}v_{2}^{2}&={\frac {m_{1}}{2}}v_{1}'^{2}+{\frac {m_{2}}{2}}v_{2}'^{2}\\\end{aligned}}}
und Impulserhaltungssatz
{\displaystyle {\begin{aligned}\sum {\vec {p}}&=\sum {\vec {p'}}\\m_{1}{\vec {v_{1}}}+m_{2}{\vec {v_{2}}}&=m_{1}{\vec {v_{1}'}}+m_{2}{\vec {v_{2}'}}\\\end{aligned}}}
bestimmt.
Im Schwerpunktsystem reduziert sich der gesamte Prozess nach Abzug der Schwerpunktgeschwindigkeit
{\displaystyle {\begin{aligned}{\vec {v}}_{s}&={\frac {\sum {\vec {p}}}{\sum {m}}}\\\end{aligned}}}
(Galilei-Transformation) auf einen Vorzeichenwechsel einer Geschwindigkeitskomponente (relativ zum Schwerpunkt) jedes Körpers.

### Ein einfaches Zahlenbeispiel
Körper 1 mit Masse m=0,1kg und v=100m/s stößt auf einen ruhenden Körper der Masse 1,9kg.
Aus den Erhaltungssätzen würde im Laborsystem das Gleichungssystem
{\displaystyle {\begin{aligned}{\frac {1}{2}}\cdot 0,1kg\cdot v_{1}'^{2}+{\frac {1}{2}}\cdot 1,9kg\cdot v_{2}'^{2}={\frac {1}{2}}\cdot 0,1kg\cdot 100^{2}+{\frac {1}{2}}\cdot 1,9kg\cdot 0^{2}\\0,1kg\cdot v_{1}'+1,9kg\cdot v_{2}'=0,1kg\cdot 100+1,9kg\cdot 0\\\end{aligned}}}
gelöst werden müssen.
Für die Berechnung im Schwerpunktsystem wird zunächst die Schwerpunktgeschwindigkeit berechnet:
{\displaystyle {\begin{aligned}v_{s}={\frac {0,1\cdot 100}{2}}+{\frac {1,9\cdot 0}{2}}=5{\frac {m}{s}}\end{aligned}}}
Diese wird von den Anfangsgeschwindigkeiten subtrahiert.
Die Körper haben nun die Relativgeschwindigkeiten 95m/s und -5m/s. Durch den Stoß werden nur die Vorzeichen getauscht.
Körper 1 hat nun v=-95m/s, Körper 2 hat v=+5m/s.
Anschließend  findet die Rücktransformation ins Laborsystem statt durch Addition der Schwerpunktsgeschwindigkeit (+5m/s), was auf die Endgeschwindigkeiten v=-90m/s für Körper 1 und v=+10m/s für Körper 2 führt.